# Ủy ban Nhà nước về người Việt Nam ở nước ngoài
Ủy ban Nhà nước về người Việt Nam ở nước ngoài (tiếng Anh: State Committee for Overseas Vietnamese, viết tắt là SCOV) là cơ quan cấp tổng cục trực thuộc Bộ Ngoại giao, giúp Bộ trưởng Bộ Ngoại giao thực hiện chức năng quản lý nhà nước về công tác đối với người Việt Nam ở nước ngoài. Chủ nhiệm của Ủy ban thường là Thứ trưởng Bộ Ngoại giao.

## Lịch sử
Ủy ban Nhà nước về người Việt Nam ở nước ngoài được thành lập ngày 23 tháng 11 năm 1959 theo Nghị định số 416/TTg của Thủ tướng Chính phủ. Tiền thân của Ủy ban là Ban Việt kiều Trung ương.

## Chức năng nhiệm vụ
Theo Quyết định số 11/2019/QĐ-TTg ngày 18 tháng 02 năm 2019 của Thủ tướng Nguyễn Xuân Phúc quy định chức năng, nhiệm vụ, quyền hạn và cơ cấu tổ chức của Ủy ban Nhà nước về Người Việt Nam ở nước ngoài trực thuộc Bộ Ngoại giao, các nhiệm vụ, quyền hạn của Ủy ban gồm:
1. Tham mưu giúp Bộ trưởng Bộ Ngoại giao trình Chính phủ, Thủ tướng Chính phủ và các cơ quan có thẩm quyền:
a) Dự án luật, dự thảo nghị quyết của Quốc hội; dự án pháp lệnh và dự thảo nghị quyết của Ủy ban thường vụ Quốc hội; dự thảo nghị định, nghị quyết của Chính phủ; dự thảo quyết định, chỉ thị của Thủ tướng Chính phủ về công tác người Việt Nam ở nước ngoài;
b) Chiến lược, kế hoạch dài hạn, chương trình mục tiêu quốc gia; chương trình hành động, đề án, dự án quan trọng của Chính phủ về công tác người Việt Nam ở nước ngoài.
2. Trình Bộ trưởng Bộ Ngoại giao xem xét, quyết định:
a) Dự thảo thông tư, quyết định, chỉ thị và các văn bản khác về công tác người Việt Nam ở nước ngoài;
b) Kế hoạch dài hạn, trung hạn, hàng năm về công tác người Việt Nam ở nước ngoài.
3. Tổ chức thực hiện chính sách, pháp luật, chiến lược, kế hoạch, chương trình, đề án, dự án về công tác người Việt Nam ở nước ngoài sau khi được cấp có thẩm quyền ban hành hoặc phê duyệt.
4. Hướng dẫn chuyên môn, nghiệp vụ công tác về người Việt Nam ở nước ngoài theo thẩm quyền.
5. Tổng hợp, đánh giá tình hình cộng đồng người Việt Nam ở nước ngoài; hỗ trợ, tạo điều kiện thuận lợi cho người Việt Nam ở nước ngoài ổn định cuộc sống, hòa nhập vào xã hội sở tại, thực hiện đại đoàn kết dân tộc, giữ gìn bản sắc văn hóa Việt Nam; vận động, thu hút nguồn lực người Việt Nam ở nước ngoài phục vụ phát triển đất nước; tổ chức, hỗ trợ, hướng dẫn các tổ chức, cá nhân người Việt Nam ở nước ngoài trong các mối liên hệ với trong nước.
6. Thông tin, phổ biến chủ trương, đường lối của Đảng, chính sách, pháp luật của Nhà nước và tình hình đất nước cho người Việt Nam ở nước ngoài.
7. Thực hiện hợp tác quốc tế liên quan đến công tác người Việt Nam ở nước ngoài theo quy định của pháp luật.
8. Thực hiện quản lý đối với các tổ chức xã hội liên quan đến người Việt Nam ở nước ngoài theo quy định của pháp luật.
9. Thực hiện công tác khen thưởng trong công tác đối với người Việt Nam ở nước ngoài.
10. Thanh tra, kiểm tra việc thực hiện các quy định của pháp luật trong lĩnh vực công tác đối với người Việt Nam ở nước ngoài thuộc phạm vi quản lý.
11. Thực hiện công tác cải cách hành chính theo mục tiêu và nội dung chương trình cải cách hành chính nhà nước đã được cấp có thẩm quyền phê duyệt.
12. Quản lý về tổ chức bộ máy, biên chế; thực hiện chế độ tiền lương và các chế độ, chính sách đãi ngộ, đào tạo, bồi dưỡng, khen thưởng, kỷ luật đối với công chức, người lao động thuộc phạm vi quản lý của Ủy ban theo quy định của pháp luật và phân cấp của Bộ trưởng Bộ Ngoại giao.
13. Quản lý tài chính, tài sản được giao và tổ chức thực hiện ngân sách nhà nước được phân bổ theo quy định của pháp luật.
14. Tổ chức tiếp công dân, giải quyết khiếu nại, tố cáo và phòng, chống tham nhũng, thực hành tiết kiệm, chống lãng phí, tiêu cực theo quy định của pháp luật.
15. Thực hiện những nhiệm vụ, quyền hạn khác theo sự phân công hoặc ủy quyền của Bộ trưởng Bộ Ngoại giao và theo quy định của pháp luật.

## Lãnh đạo hiện nay
- Chủ nhiệm: Nguyễn Trung Kiên
- Phó Chủ nhiệm:

1. Phạm Thị Kim Hoa, nguyên Vụ trưởng Vụ Thông tin – Văn hóa, Ủy ban Nhà nước về người Việt Nam ở nước ngoài

## Cơ cấu tổ chức
- Vụ Nghiên cứu tổng hợp
- Vụ Thông tin - Văn hóa
- Vụ Kinh tế, Khoa học và Công nghệ
- Văn phòng

## Chủ nhiệm qua các thời kỳ
- Nguyễn Dy Niên, Nguyên Ủy viên Trung ương Đảng, Nguyên Bộ trưởng Bộ Ngoại giao, Nguyên Thứ trưởng, Chủ nhiệm Ủy ban.
- Nguyễn Đình Bin, Nguyên Ủy viên Trung ương Đảng, Nguyên Thứ trưởng Thường trực Bộ Ngoại giao, Chủ nhiệm Ủy ban, nguyên Đại sứ tại Nicaragua và Pháp.
- Nguyễn Phú Bình, Chủ tịch Hội Liên lạc với người Việt Nam ở nước ngoài, Nguyên Thứ trưởng Bộ Ngoại giao, Nguyên Đại sứ Việt Nam tại Hàn Quốc, Nhật Bản.
- Nguyễn Thanh Sơn, Nguyên Thứ trưởng Bộ Ngoại giao, Nguyên Đại sứ Việt Nam tại Nga.
- Vũ Hồng Nam, Chủ nhiệm Ủy ban từ 2014 đến 2018, Nguyên Thứ trưởng Bộ Ngoại giao, Đại sứ Việt Nam tại Nhật Bản.
- Nguyễn Quốc Cường, Chủ nhiệm Ủy ban từ 2018 đến 2019, Nguyên Thứ trưởng Bộ Ngoại giao, Nguyên Đại sứ Việt Nam tại Mỹ, Nhật Bản.
- Đặng Quang Khôi, Chủ nhiệm Ủy ban từ 2019 đến 2021, hiện đang là Đại sứ đặc mệnh toàn quyền nước Cộng hòa xã hội chủ nghĩa Việt Nam tại Liên bang Nga.
- Phạm Quang Hiệu, Chủ nhiệm Ủy ban từ 2021 đến 2023, hiện đang là Đại sứ đặc mệnh toàn quyền nước Cộng hòa xã hội chủ nghĩa Việt Nam tại Nhật Bản, kiêm nhiệm Cộng hòa Quần đảo Marshall
- Lê Thị Thu Hằng, Chủ nhiệm Ủy ban từ 2023 đến 2025, Thứ trưởng Bộ Ngoại giao

## Hoạt động nổi bật
Ủy ban đã chủ trì và phối hợp tổ chức một số hoạt động nổi bật cho người Việt Nam ở nước ngoài như:
- Nổi bật và quan trọng nhất trong công tác tham mưu là đã chủ động đề xuất, xây dựng và kiên trì kiến nghị Bộ Chính trị TƯ Đảng ban hành Nghị quyết NQ/TW số 36, ngày 26-3-2004, Nghị quyết công khai đầu tiên xác định rõ đường lối, chính sách đổi mới đối với cộng đồng người Việt Nam ở nước ngoài.
- Hội nghị Người Việt Nam ở nước ngoài toàn thế giới các năm 2009, 2012, 2016.
- Trại hè Việt Nam dành cho dành cho học sinh, sinh viên kiều bào được tổ chức bắt đầu từ năm 2004. Tổng số đại biểu gần 1500 em.  Cùng với các hoạt động trải dài trên cả ba miền Bắc-Trung-Nam, chương trình có sự kết hợp hài hòa các yếu tố giáo dục chính trị, lịch sử, truyền thống, văn hóa, du lịch và trau dồi tiếng Việt góp phần khơi gợi lòng tự hào dân tộc và tình cảm gắn bó quê hương của thế hệ kiều bào trẻ.
- Chương trình Xuân quê hương dành cho kiều bào về quê đón Tết được tổ chức vào Tết Nguyên đán hàng năm với các hoạt động như: Lễ thả cá chép, thăm các di tích lịch sử, gặp lãnh đạo Đảng, Nhà nước và chương trình nghệ thuật "Xuân quê hương".
- Năm 2013, lần đầu tiên, một Hội nghị phụ nữ dành cho NVNONN được tổ chức với sự tham dự của hơn 200 đại biểu phụ nữ kiều bào đang sinh sống, làm việc tại gần 30 quốc gia và vùng lãnh thổ.
- Các diễn đàn, hội nghị lớn như: Diễn đàn chuyên gia, trí thức NVNONN với phát triển kinh tế và hội nhập của Việt Nam giai đoạn 2016-2020; “Diễn đàn kết nối các doanh nghiệp khởi nghiệp sáng tạo của người Việt tại Hoa Kỳ và Việt Nam” năm 2017 và 2018; Diễn đàn người Việt có tầm ảnh hưởng năm 2019; Diễn đàn Kinh tế Kiều bào năm 2019 tại Hàn Quốc; Diễn đàn Trí thức trẻ Việt Nam toàn cầu năm 2018, 2019...